# 9 Tage wach
9 Tage wach ist ein deutsches Fernseh-Drama aus dem Jahr 2020. Er wurde von Damian John Harper inszeniert und im Auftrag für ProSieben produziert. Die Filmbiografie erzählt aus dem Leben des Crystal Meth-abhängigen Schauspielers Eric Stehfest. Das Drehbuch entstand nach der Vorlage von Stehfests gleichnamiger Biografie, die 2017 erschien. Jannik Schümann verkörpert die Hauptfigur, Heike Makatsch ist als seine Mutter zu sehen.

## Handlung
Der 14-jährige Jugendliche Eric Stehfest konsumiert regelmäßig Crystal Meth, feiert nächtelang in Diskotheken und ist in Prügeleien involviert. Seine Mutter und sein Stiefvater sind mit dem pubertierenden Jungen überfordert. Olaf Hilliger, ein Mentor an der Schauspielschule, ermöglicht es ihm, seinen einstigen Traum zu verwirklichen, Schauspieler zu werden, und er lernt die schöne Anja kennen. Beides ist ihm Ansporn, clean zu werden. Er scheint sich zu stabilisieren und aus dem einstigen Rebell wird ein junger Mann, der sein Leben im Griff hat. Diese Idylle zerspringt, als seine Freundin Anja sich von ihm abwendet.

## Produktion
9 Tage wach wurde vom 26. September 2019 bis zum 15. November 2019 in Berlin und Umgebung gedreht. Produziert wurde der Film von Gaumont.

## Rezeption
Die Erstausstrahlung auf ProSieben am 15. März 2020 verfolgten nur 1,34 Millionen Zuschauer.